# Fitzmaurice
Fitzmaurice – rzeka okresowa w Australii, w północno-zachodniej części Terytorium Północnego. Ma 167 km długości. Uchodzi do Zatoki Józefa Bonapartego. Została zbadana w 1839 roku przez Johna Lorta Stokesa i Johna Clementsa Wickhama z pokładu statku HMS Beagle i nazwana na cześć Lewisa Ropera Fitzmaurice'a, pierwszego oficera na pokładzie statku. W 1909 roku, australijski biolog Henry Yorke Lyell Brown przemierzał tereny wzdłuż brzegów rzeki. Rzeka jest uważana za trudno dostępną ze względu na otaczającą ją niezamieszkaną przez ludzi przestrzeń o powierzchni około 10 000 km², występujące na niej zdradliwe prądy i piaszczyste ławice oraz liczne duże krokodyle różańcowe zamieszkujące jej koryta i brzegi.